# Alvera Mukabaramba
Alvera Mukabaramba (née en 1960) est une pédiatre et femme politique rwandaise, ministre d'État chargée des Affaires sociales locales au Cabinet du Rwanda depuis le 10 octobre 2011, actuellement au sein du Gouvernement Ngirente.

## Enfance et éducation
Elle est née au Rwanda le 9 mars 1960. Elle a étudié à la première université médicale d'État de Pavlov (en), à Saint-Pétersbourg, en Russie, où elle a obtenu un diplôme de médecine. Elle s'est spécialisée en pédiatrie et l'université lui a décerné un doctorat en philosophie dans ce domaine.  

## Carrière
La carrière politique d'Alvera Mukabaramba a commencé en 1999, lorsqu'elle est devenue membre de l'Assemblée nationale de transition, siégeant à ce titre jusqu'en 2003. De 2003 à octobre 2011, elle a été sénatrice au parlement bicaméral du Rwanda. Puis le 10 octobre 211, elle a été nommée ministre d'État aux Affaires sociales et au Développement communautaire au ministère des Collectivités locales en remplacement de feu Christine Nyatanyi, décédée dans un hôpital de Bruxelles, en Belgique. Depuis lors, elle a été retenue dans le cabinet et a conservé son portefeuille dans les différents remaniements ministériels, dont celui du 31 août 2017.
Elle est à nouveau sénatrice pour un mandat de 5 ans en 2019.

## Autres considérations
Makaramba est membre du Parti pour le progrès et la concorde (PPC). Elle s'est présentée à deux reprises à la présidence du Rwanda. La première fois en 2003, mais elle s'est retirée et s'est ralliée derrière Paul Kagame,. Elle s'est de nouveau présentée en 2010, sénatrice et seule femme en lice, mais a perdu,.  
En 2012, elle a été élue nouvelle présidente du «Rwanda Forum for Political Parties» (FFFP), une organisation qui rassemble tous les partis politiques du pays, pour favoriser l'unité nationale.  

## Voir également
- Parlement du Rwanda
- Cabinet du Rwanda